# Susanne Twardawa
Susanne Twardawa (* 1952 in Nürnberg; † 19. April 2008 in Berlin) war eine Buchhändlerin, Autorin und Verlegerin in Berlin-Schöneberg.
1982 promovierte Twardawa über das Thema Die Wohngemeinschaft für ältere Mitbürger im Fach Philosophie und Sozialwissenschaft der Freien Universität Berlin. 1983 gründete sie die Buchhandlung Motzbuch in der Schöneberger Motzstraße. Sie schrieb u. a. über Berliner Kieze und Plätze, darunter Nollendorfplatz, Winterfeldtplatz und Viktoria-Luise-Platz. Ihr letztes Buch behandelte den Großen Tiergarten in Berlin.

## Veröffentlichungen
- Der Tiergarten in Berlin: das Abenteuer liegt um die Ecke. Motzbuch, Berlin 2006, ISBN 3-935790-08-2
- Der Viktoria-Luise-Platz in Berlin-Schöneberg: Das Abenteuer liegt um die Ecke. Motzbuch, Berlin 2005, ISBN 3-935790-05-8.
- Der Winterfeldtplatz in Berlin-Schöneberg, Berlin, motzbuch-edition 6, 2006, ISBN 3-935790-06-6, Volltext-Leseprobe
- Der Nollendorfplatz in Berlin. Motzbuch, Berlin 2001, ISBN 3-935790-02-3
- Die Wohngemeinschaft für ältere Mitbürger. Altenhilfe und Altenselbsthilfe im Wohnbereich, 1982, Dissertation im Fachbereich Philosophie und Sozialwissenschaften der FUB